# Miler
Miler je priimek več znanih Slovencev:
- Eduard Miler (*1950), gledališki režiser
- Eva Miler Molškerc, zdravnica pediatrinja
- Fredy Miler (*1967), popularni glasbenik in tekstopisec
- Štefka Miler (*1924), plesalka in koreografinja